# Armand Basi
Armand Basi (Barcelona, 1924 - id., 9 de enero de 2009) fue un empresario y diseñador español, cofundador de la firma de moda que lleva su nombre.

## Trayectoria empresarial
En 1948, junto a su hermano Josep, fundó una pequeña empresa de confección de punto. El éxito del negocio les permitió crear una gran empresa textil, a finales de la década de 1950, aliándose pocos años después con la firma francesa Lacoste para fabricar y distribuir en exclusiva sus productos en España.
En la década de 1980, Armand Basi creó su propia firma comercial y de moda, que fue abarcando, no sólo el ámbito del diseño y producción de prendas de vestir, sino también complementos, perfumería, relojes, joyas, zapatos y bolsos, presente con más de 400 tiendas propias en España, Europa, América del Norte y Asia, y donde Lluís Juste de Nin fue su diseñador más notable y desde 2000 el director creativo. En Madrid, tenía tienda en la calle Claudio Coello.